# Operon laktozowy
Operon laktozowy – operon zawierający trzy geny struktury:
- lacZ, kodujący enzym β-D-Galaktozydazę[1], hydrolizującą laktozę do glukozy i galaktozy;
- lacY, kodujący permeazę laktozową(inne języki), odpowiedzialną za transport laktozy do komórki;
- lacA, kodujący transacetylazę β-galaktozydazową(inne języki)[2], zaangażowaną w transport laktozy wewnątrz komórki.

Schemat ukazujący mechanizm działania operonu laktozowego
1: Polimeraza RNA, 2: Represor, 3: Promotor, 4: Operator, 5: Laktoza, 6: lacZ, 7: lacY, 8: lacA.

Operon laktozowy reguluje stężenie enzymów odpowiedzialnych za rozkład laktozy. W warunkach nieobecności laktozy, system utrzymuje niski poziom enzymów, natomiast w obecności laktozy warunkuje szybki wzrost stężenia tych enzymów.
Na operon laktozowy składają się geny struktury: lacZ, lacY, lacA. W kierunku 5' do tych genów znajduje się sekwencja zwana operatorem. Sekwencja operatora „nachodzi” kilkoma nukleotydami na sekwencję promotora. Zatem jeżeli do operatora przyłączy się represor, uniemożliwia on transkrypcję genów.
Istotą mechanizmu regulacyjnego operonu laktozowego jest zdolność łączenia się represora z odcinkiem operatorowym, warunkowana przez drobnocząsteczkowe związki chemiczne.
W przypadku połączenia się laktozy do białka regulatorowego (represora) nastąpi obniżenie zdolności represora do wiązania się z operatorem. Zatem represor nie będzie w stanie blokować sekwencji operatora i w rezultacie umożliwia przyłączenie się polimerazy RNA do promotora (transkrypcja genów).
Przy braku laktozy represor uniemożliwia przyłączenie się polimerazy RNA i rozpoczęcie transkrypcji.
Pojawienie się laktozy w środowisku zmienia strukturę cząsteczek represora, umożliwiając tym samym syntezę mRNA (oraz ekspresję genów kodujących enzymy rozkładające laktozę). Po wyczerpaniu substratu (laktozy), niezmodyfikowane już cząsteczki represora znów łącza się z operatorem, przywracając wyjściową sytuację.